# Tephritis alini
Tephritis alini
 es una especie de insecto díptero del género Tephritis, familia Tephritidae. Erich Martin Hering lo describió en 1936.
Se encuentra en China.